# Adami Tullu
Pour les articles homonymes, voir Adami.
Adami Tullu (ou Adami Tulu) est une ville du centre de l'Éthiopie, située dans la zone Misraq Shewa de la région Oromia.
Adami Tullu se trouve à environ 1 650 m d'altitude dans la vallée du Grand Rift. Elle est desservie par la route A7 Mojo-Shashamané à 8 km au sud de Ziway.
Au recensement de 2007, elle est la principale agglomération du woreda Adami Tullu et Jido Kombolcha avec 9 081 habitants.
Le centre de recherche agricole d'Adami Tullu participe au développement de la zone Misraq Shewa, et à celui de la zone voisine Mirab Arsi, sous l'égide de l'institut de recherche agricole d'Oromia (IQQO).